# امیررضا پوررمضانعلی
امیررضا پوررمضانعلی ( زاده ۱ مهر ۱۳۷۱ در رشت) استاد بزرگ شطرنج ایرانی و مربی فدراسیون جهانی شطرنج Fide Trainer می باشد.وی در ژوئن ۲۰۲۰، در رده هفتم شطرنج‌بازان ایران قرار دارد.
او به همراه تیم ملی شطرنج دانشجویان ایران به مقام سوم جهان در سال ۲۰۱۶ دست یافت.
او در مسابقات قهرمانی زون غرب آسیا که در تیرماه ۱۳۹۶تهران برگزار گردید به مقام قهرمانی دست پیدا کرد و به عنوان نماینده این منطقه در مسابقات جام جهانی شطرنج در تفلیس حضور پیدا کرد، این اولین بار بود که یک شطرنجباز گیلانی به این افتخار بزرگ دست پیدا کرد.
امیررضا پوررمضانعلی به عنوان مربی تیم ملی شطرنج بزرگسالان افغانستان، به المپیاد جهانی شطرنج ۲۰۱۸ به میزبانی باتومی گرجستان اعزام شد و این تیم موفق به کسب عنوان قهرمان کتگوری D مسابقات شد. این نتیجه بهترین عملکرد و افتخار تاریخ شطرنج افغانستان است.

## عناوین و افتخارات[۱۱]
- نایب قهرمان مسابقات زون غرب آسیا در سال۲۰۱۹[۱۲]
- نایب قهرمان مسابقات اپن بین‌المللی تایلند۲۰۱۸[۱۳]
- کسب عنوان مربیگری فدراسیون جهانی شطرنج Fide Trainer در سال ۲۰۱۸
- کسب عنوان قهرمانی کتگوری D المپیاد جهانی شطرنج به عنوان تیم ملی افغانستان
- نایب قهرمان جام استعدادهای جوان یادبود کارپف کپ دگد فرانسه۲۰۱۷[۱۴]
- حضور در مسابقت جام جهانی تفلیس به عنوان نماینده غرب آسیا [۱۵]۲۰۱۷
- قهرمان مسابقات باشگاه‌های آسیا به همراه تیم سایپا در سال ۲۰۱۷
- قهرمان مسابقات زون غرب آسیا در سال ۲۰۱۷
- کسب عنوان استادی بزرگ شطرنج در سال ۲۰۱۶
- کسب عنوان استاد بین‌المللی شطرنج در سال ۲۰۱۴
- کسب عنوان استاد فدراسیون جهانی شطرنج در سال ۲۰۱۰
- مقام سوم مسابقات قهرمانی دانشجویان جهان در سال
- ۲۰۱۶ همراه تیم ملی دانشجویان ایران
- مقام سوم مسابقات جام ملتهای آسیا در سال ۲۰۱۴ همراه تیم ملی ایران
- مقام سوم رده سنی زیر ۱۸ سال آسیا در سال ۲۰۱۰
- مقام دوم تیمی قهرمانی رده‌های سنی آسیا در سال ۲۰۱۰
- قهرمان مسابقات جدول استادی مسکو روسیه ۲۰۱۵
- قهرمان مسابقات جدول استادی تفلیس گرجستان در سال ۲۰۱۶
- قهرمان مسابقات بین‌المللی بلیتز جام سبلان اردبیل در سال ۱۳۹۴
- نایب قهرمان مسابقات بلیتز قهرمانی ایران ۱۳۹۴
- قهرمان مسابقات جام لیان بوشهر در سال ۱۳۹۳
- نایب قهرمان مسابقات اپن کراکف لهستان در سال۲۰۰۸[۱۶]
- نایب قهرمان مسابقات نیمه نهایی ایران در سالهای ۱۳۸۷و۱۳۸۸
- قهرمان ایران در رده‌های سنی زیر ۱۸، زیر ۱۶، زیر ۱۴ سال در ادوار مختلف